# 南山韓屋村

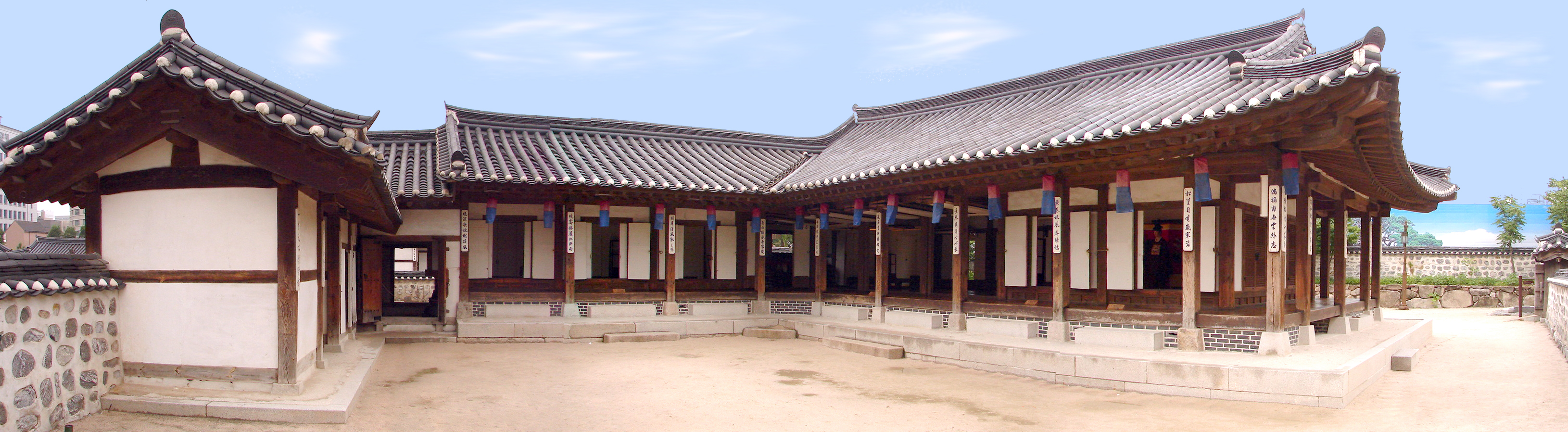
韓屋村の建物

南山韓屋村 (ナムサンゴル　ハノクマウル、남산골 한옥마을) は、ソウル特別市中区筆洞に所在する、韓国の伝統的な家屋である韓屋を各地から移築して集めた公園である。

## 概要
もともとは首都防衛司令部の敷地であり、軍事保護区域だった。しかし、1989年に始まった南山の本来の姿を尋ねる事業の一環として、ソウル市が首都防衛司令部の合意の下で、敷地を買い受け、軍事保護区域も解除し、ソウル市の韓屋5棟を移築復元し、1998年に公式開場した。毎年、歳時記にあわせて伝統民俗行事も催されている。

## 地域の説明
韓屋村が所在する筆洞地域は、李氏朝鮮時代には小川の流れと、眺望のために壁は設けない構造の泉雨閣と呼ばれる建物があり、夏には避暑をかねた行楽地として名が知られていた。また伝説の青鶴がたわむれていたといわれることから青鶴洞とも呼ばれていた。青鶴洞は神仙が住むところといわれるほど景観が美しく、漢陽と呼ばれていた当時のソウルで最も景色がよい三清洞、仁旺洞、双渓洞、白雲洞とともに漢陽5洞に数えられた場所である。この地に昔の情趣をよみがえらせ、市民に提供するために沢を造り水を流すこととし、あずまやを建て、木を植えて、伝統庭園を作り上げた。

## 主要な建物
- 純貞孝 (スン･ジョンヒョ) 皇后・尹 (ユン) 氏の実家

朝鮮王朝第27代国王・純宗の王妃。親日派が純宗に日韓併合条約に調印することを強要すると、国璽を着物の中に隠して出さなかったという逸話が有名。建物は鍾路区玉仁洞から移築。
- 海豊府院君・尹沢栄の邸宅

尹沢栄 (ユン･テギョン) ：純宗の義父。建物は東大門区祭基洞から移築。
- 駙馬都尉 (国王の娘婿) ・朴泳孝の家屋

朴泳孝 (パク･ヨンヒョ) ：朝鮮王朝第25代国王・哲宗と側室の間に生まれた娘の夫。建物は鍾路区寛勲洞から移築。
- 都片手・李承業の家屋

李承業 (イ･スンオプ) ：19世紀に景福宮を改築した際の棟梁。 建物は中区三角洞から移築。
- 五衛将・金春栄の家屋

金春栄 (キム･チュニョン) ：朝鮮王朝時代の軍人。建物は鍾路区三清洞から移築。

## 利用案内
観覧料は無料、毎週火曜日は休み。地下鉄忠武路駅から近い。

## 画像集

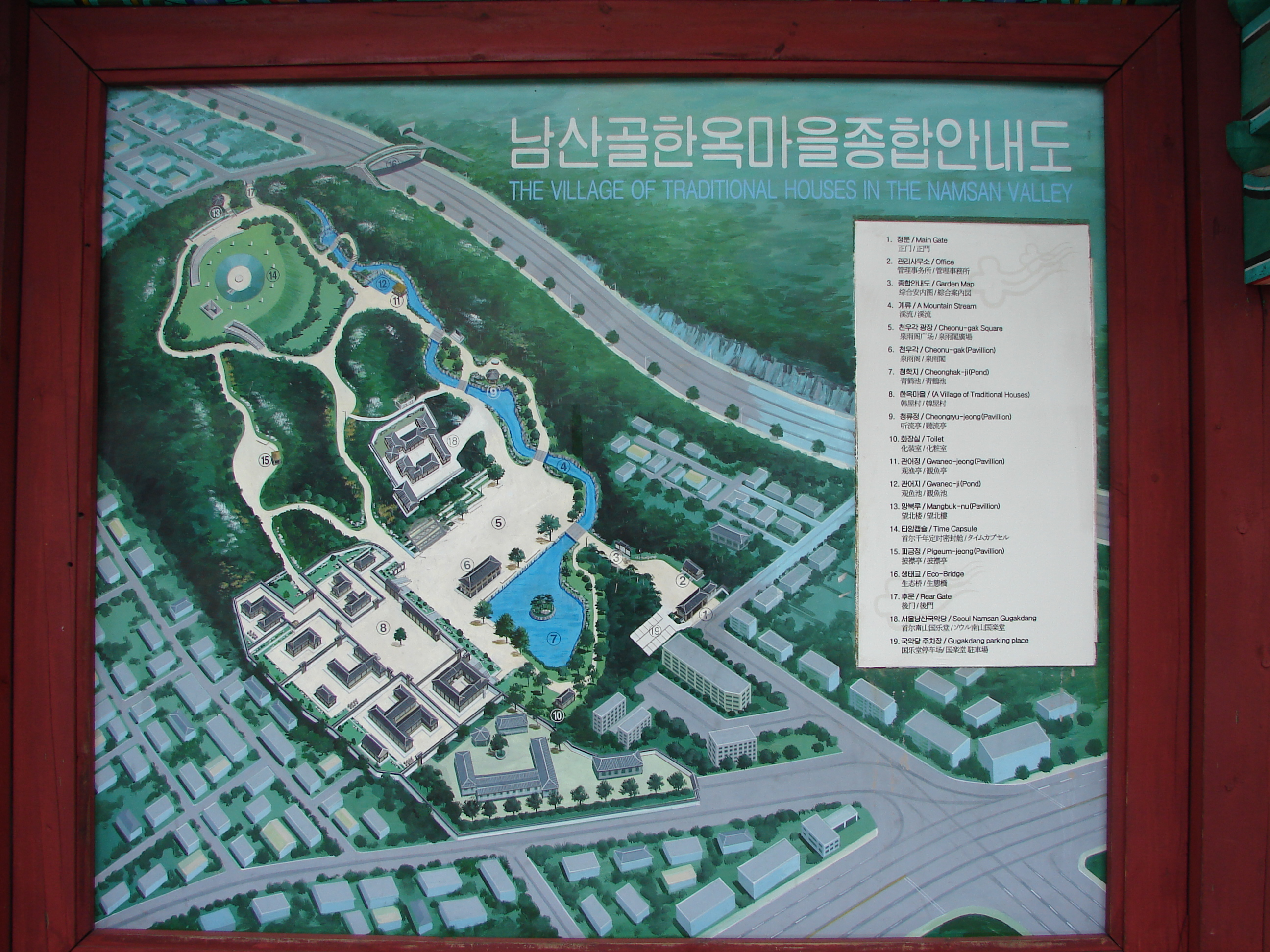
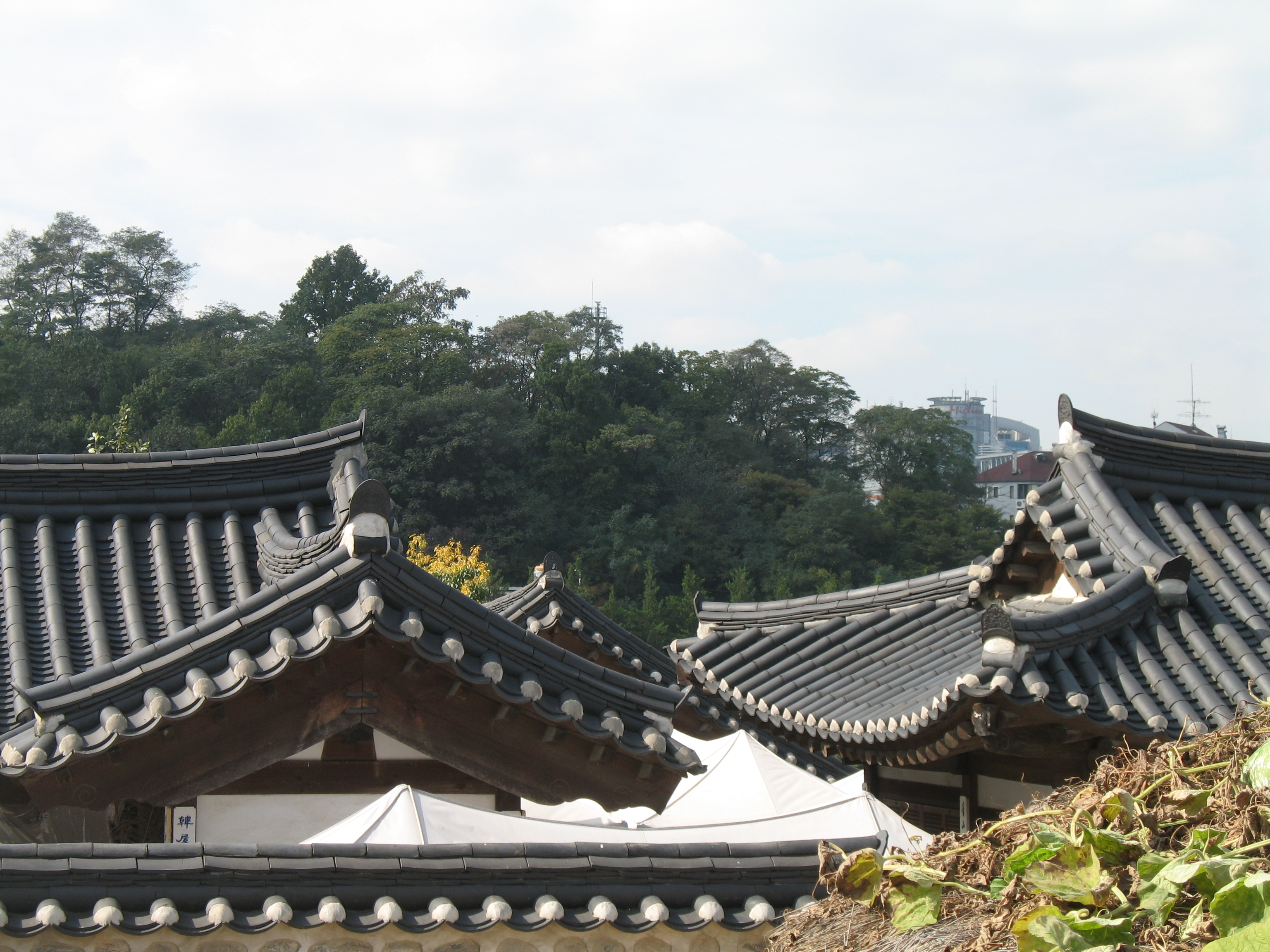
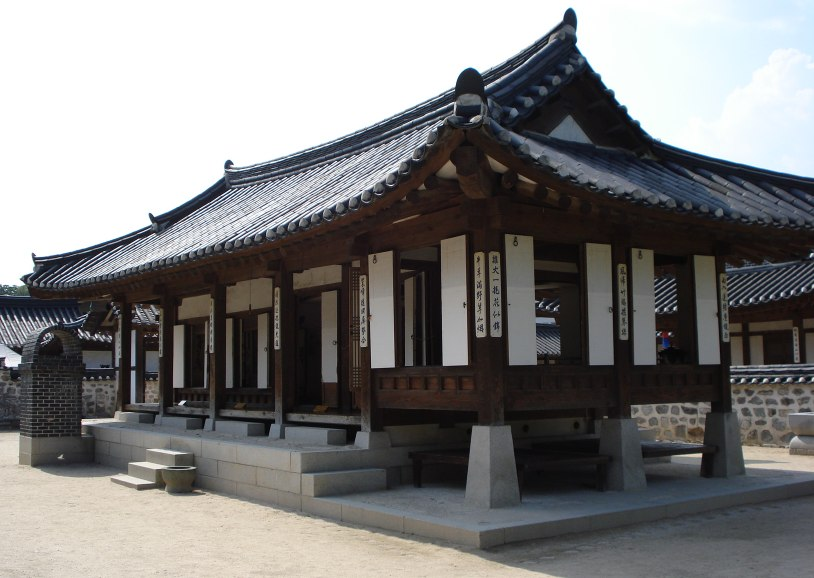
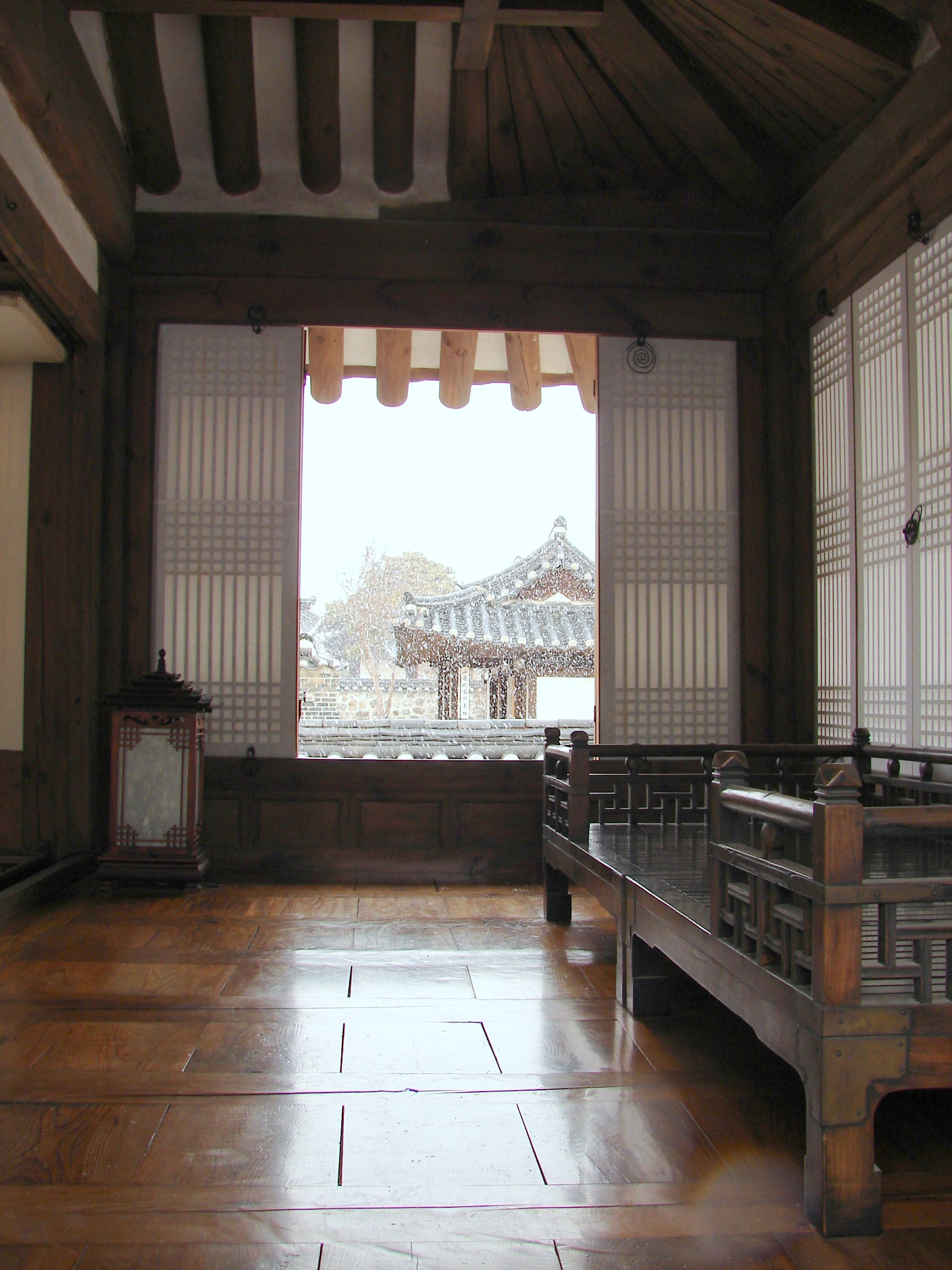
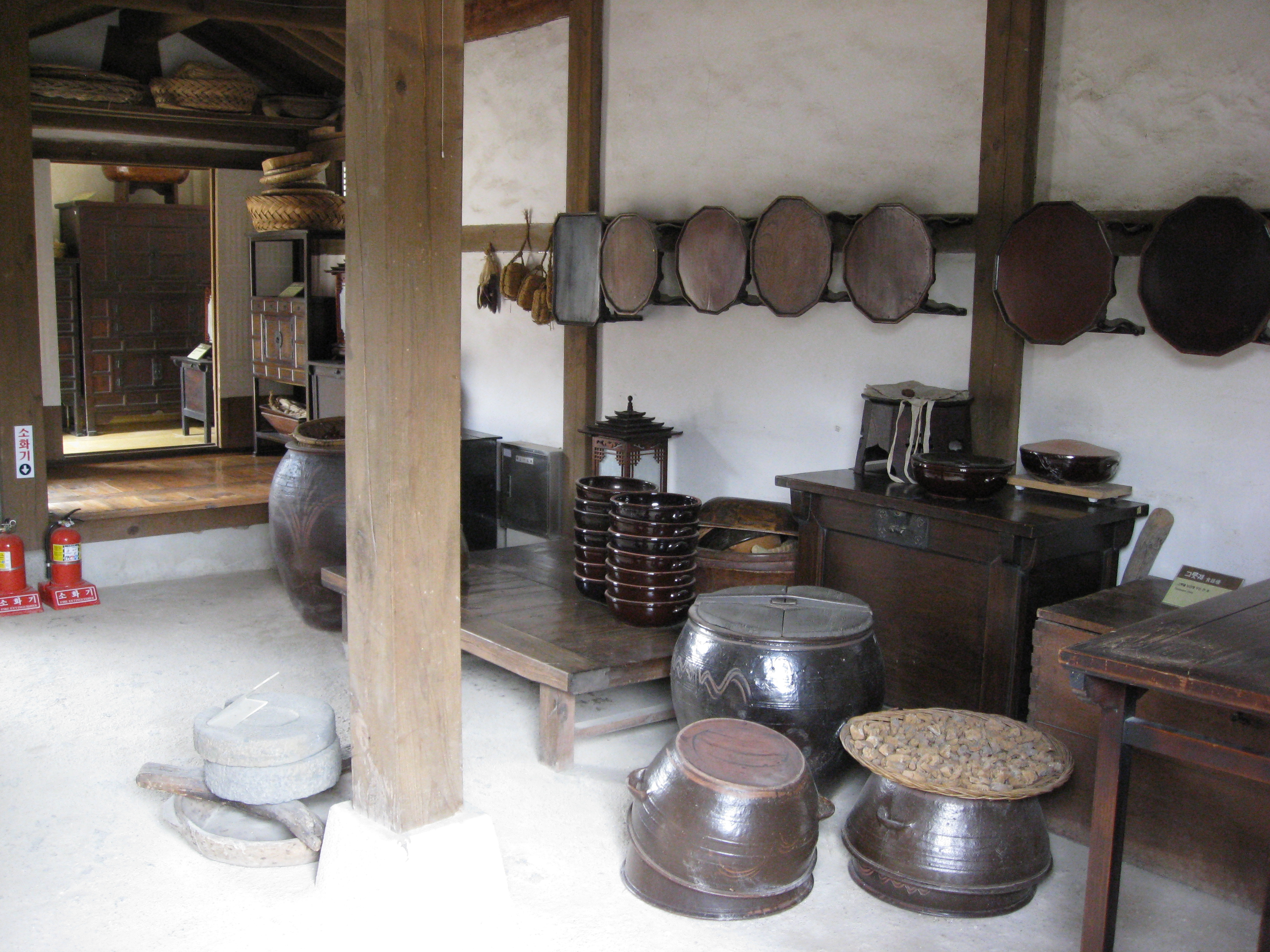
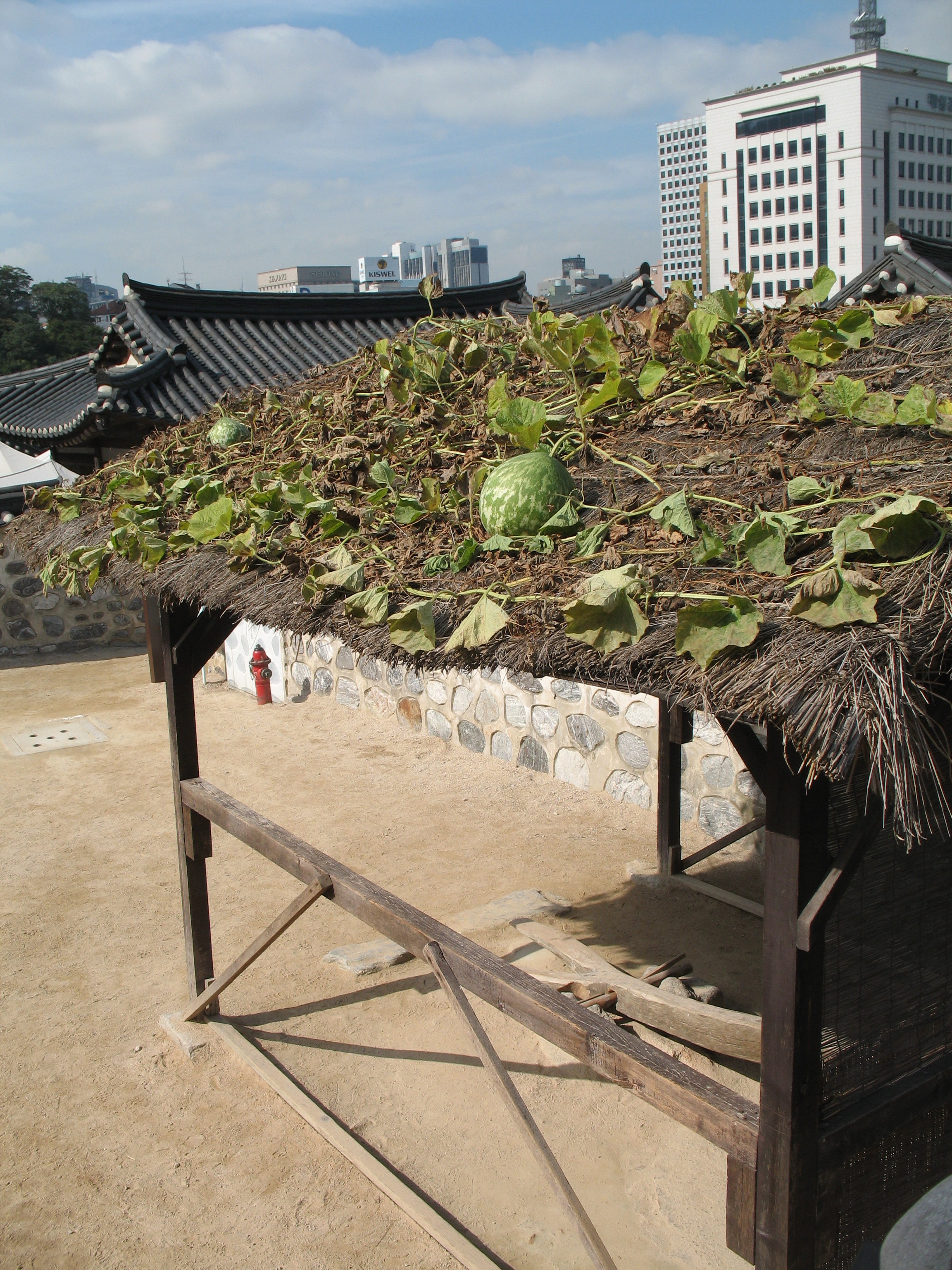
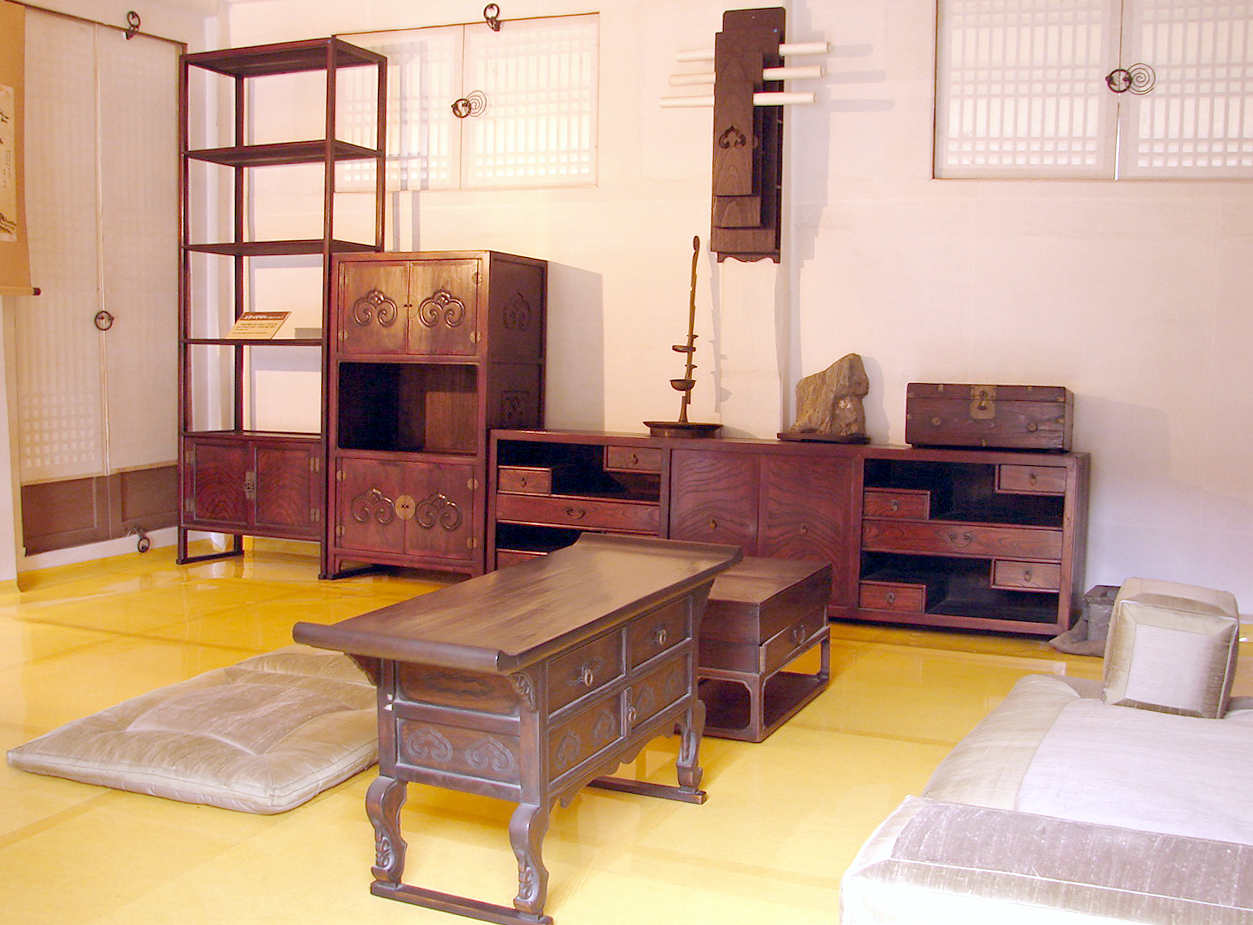
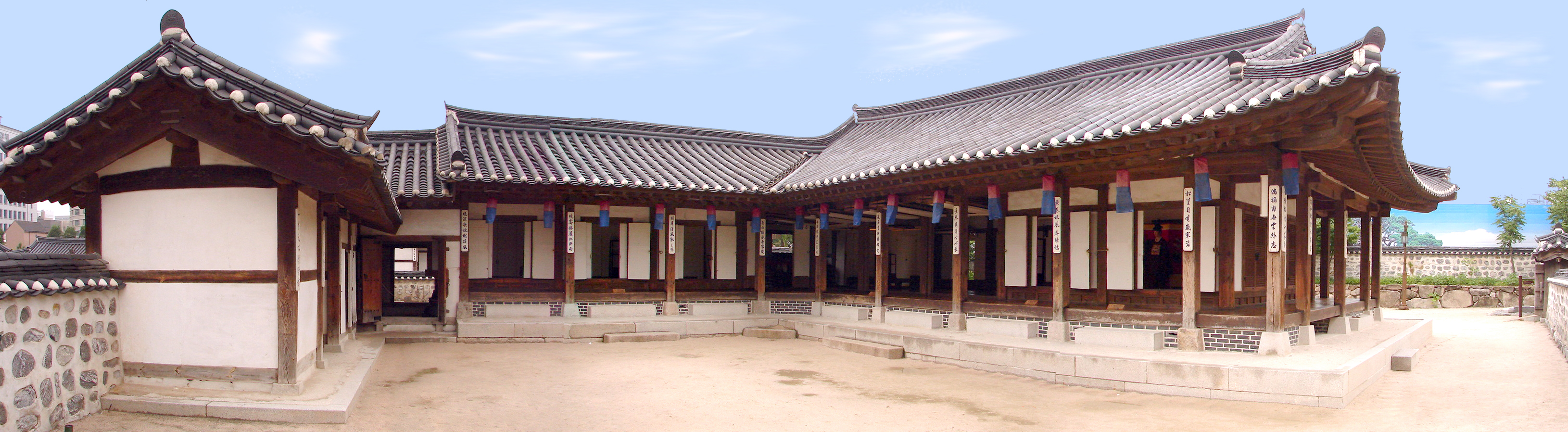

## 参考
- 伝統文化体験施設 ソウル市公式観光情報サイト (2012年6月20日閲覧)

座標: 北緯37度33分33秒 東経126度59分38秒 / 北緯37.55917度 東経126.99389度

この記事にはソウル特別市で知識共有プロジェクトを通してパブリックドメインで公開されたソウル特別市の著作物を基礎に作成した内容が含まれています。